# Platypalpus niveocapillatus
Platypalpus niveocapillatus är en tvåvingeart som beskrevs av Chvala 1973. Platypalpus niveocapillatus ingår i släktet Platypalpus och familjen puckeldansflugor. Inga underarter finns listade i Catalogue of Life.